# St. Clair County, Alabama
St. Clair County är ett administrativt område i delstaten Alabama, USA, med 83 593 invånare. Den administrativa huvudorten (county seat) är Ashville. 

## Geografi
Enligt United States Census Bureau har countyt en total area på 1 693 km². 1 642 km² av den arean är land och 51 km² är vatten.

### Angränsande countyn
- Etowah County , Alabama- nord
- Calhoun County, Alabama - öst
- Talladega County, Alabama - sydöst
- Shelby County, Alabama - sydväst
- Jefferson County, Alabama - väst
- Blount County, Alabama - nordväst